# Menonvillea rollinsii
Menonvillea rollinsii är en korsblommig växtart som beskrevs av Al-shehbaz och Clodomiro Fidel Segundo Marticorena. Menonvillea rollinsii ingår i släktet Menonvillea och familjen korsblommiga växter. Inga underarter finns listade i Catalogue of Life.